# Provinz Al Haouz

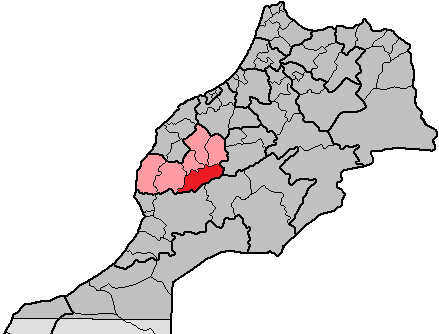
Provinz Al Haouz in der ehemaligen Region Marrakesch-Tensift-Al Haouz

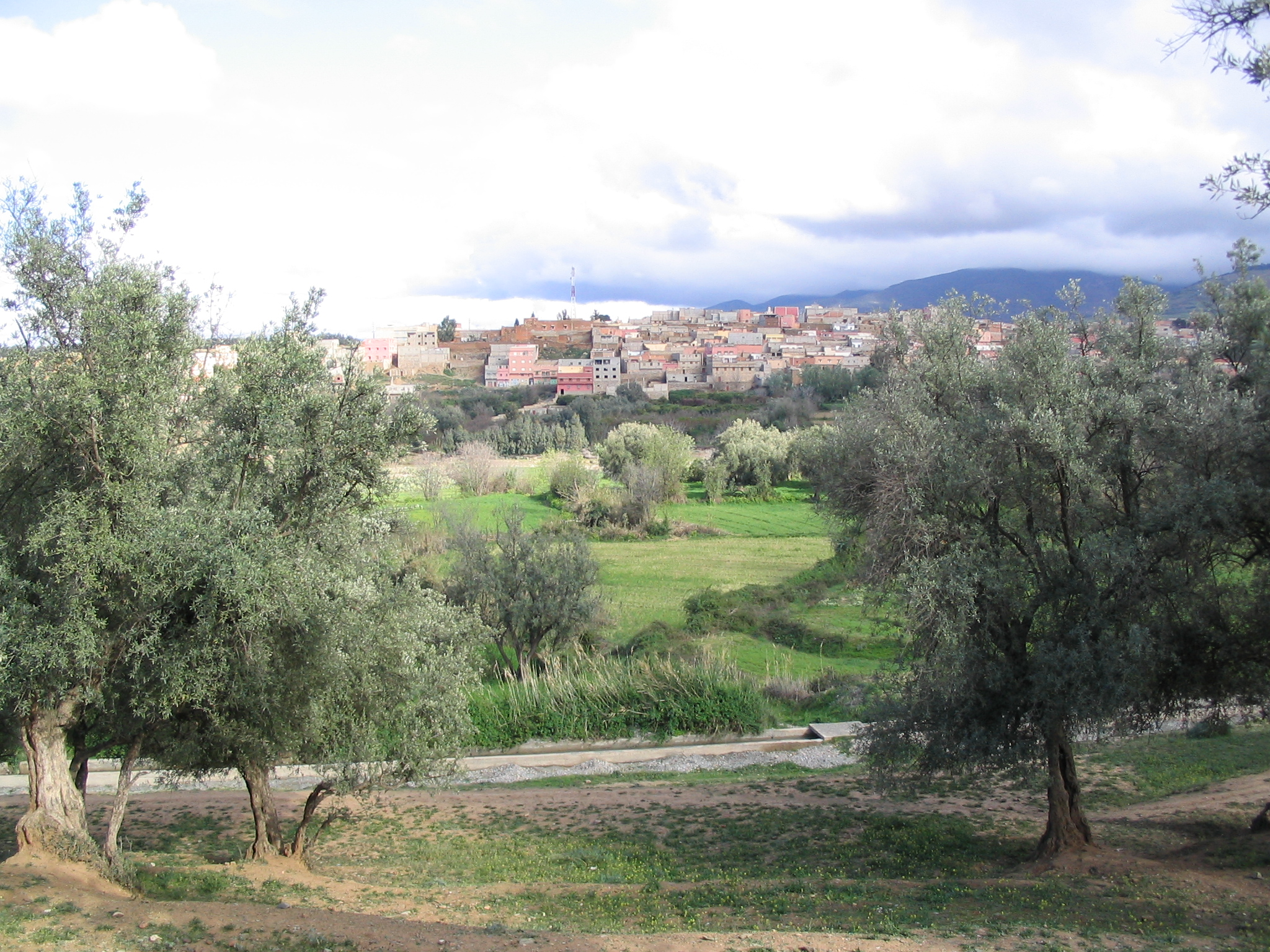
Bergort Amizmiz

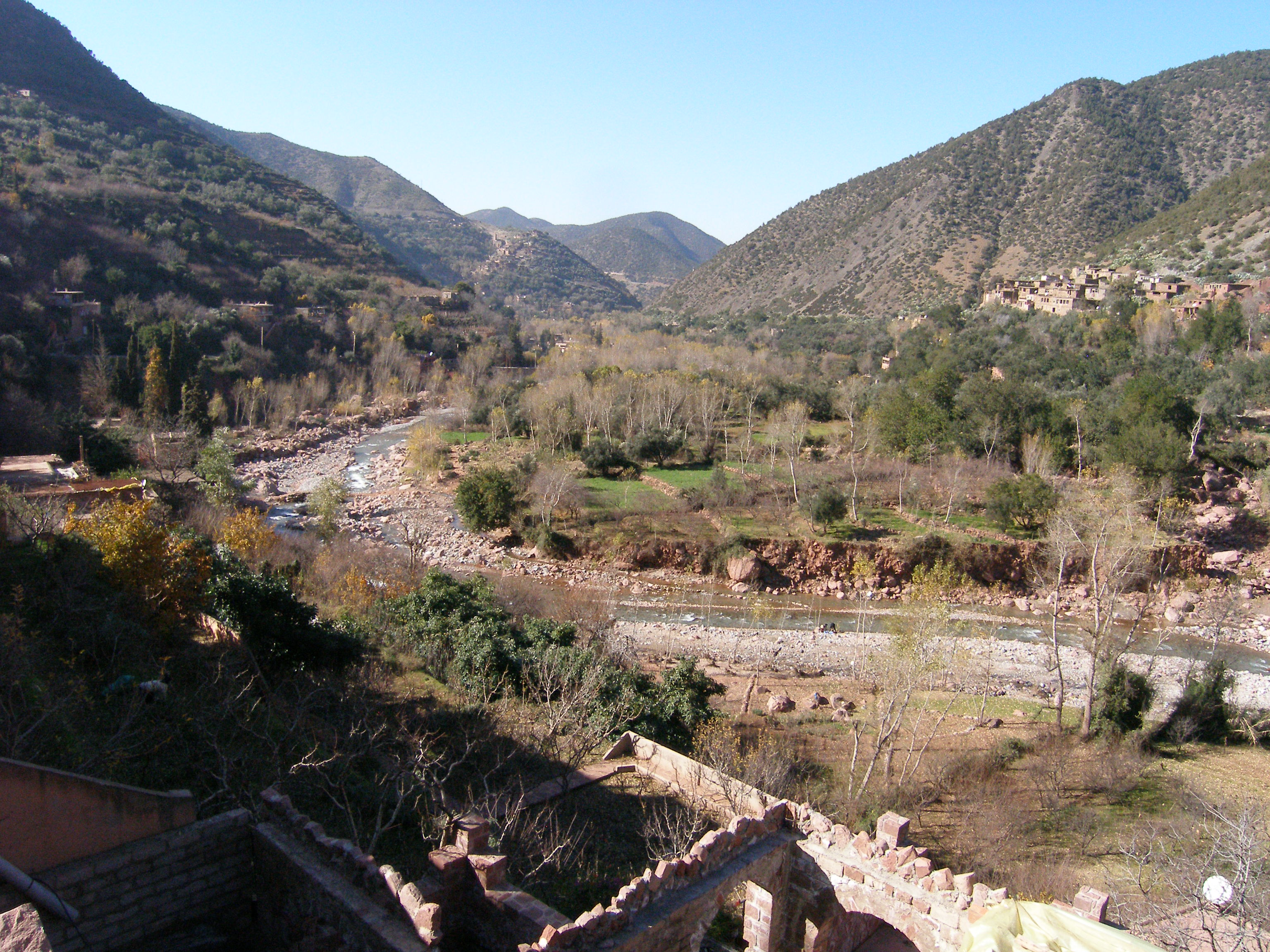
Ourika-Tal

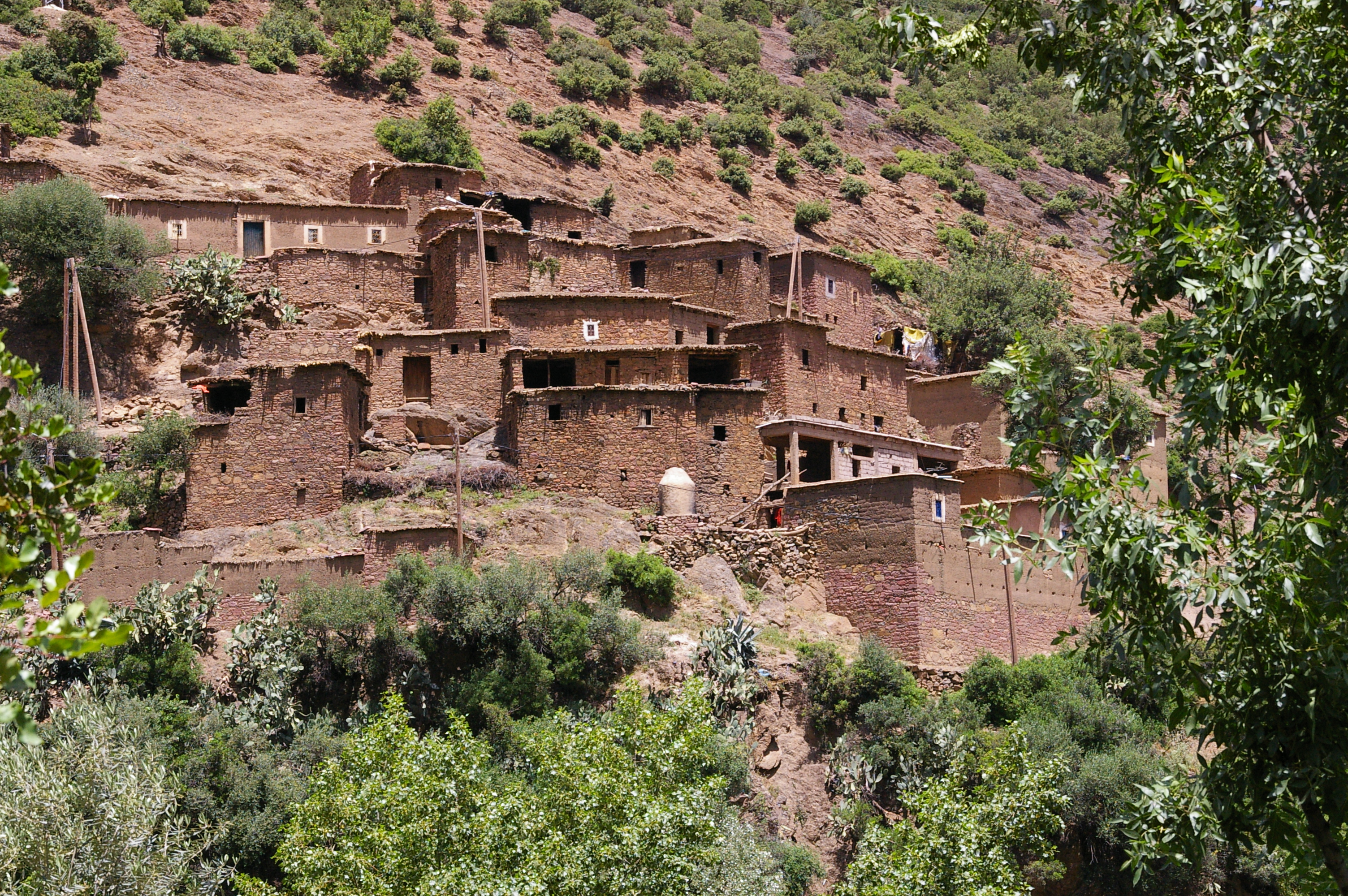
Stein- und Lehmhäuser der Berber im Ourika-Tal

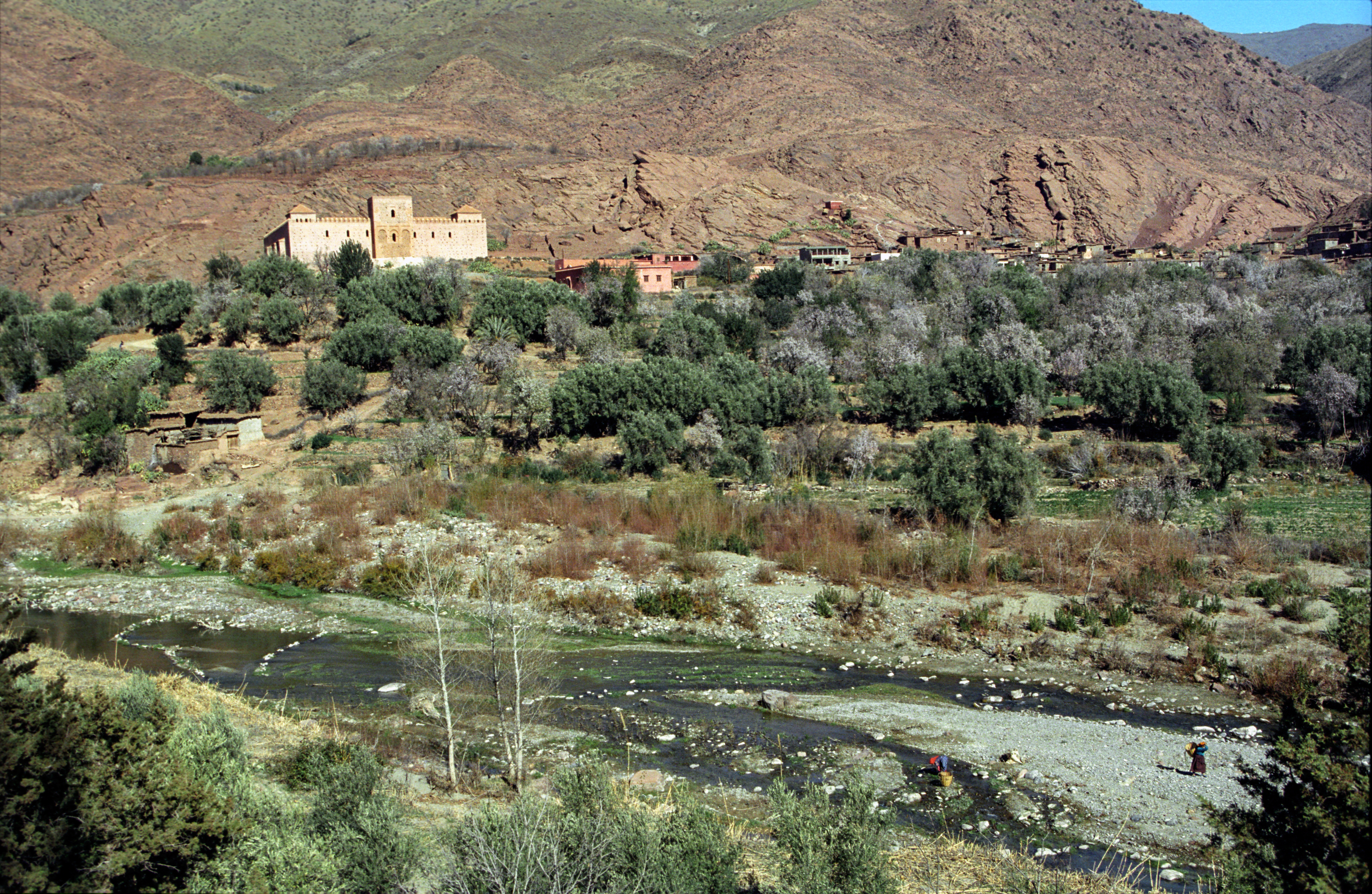
Moschee von Tinmal

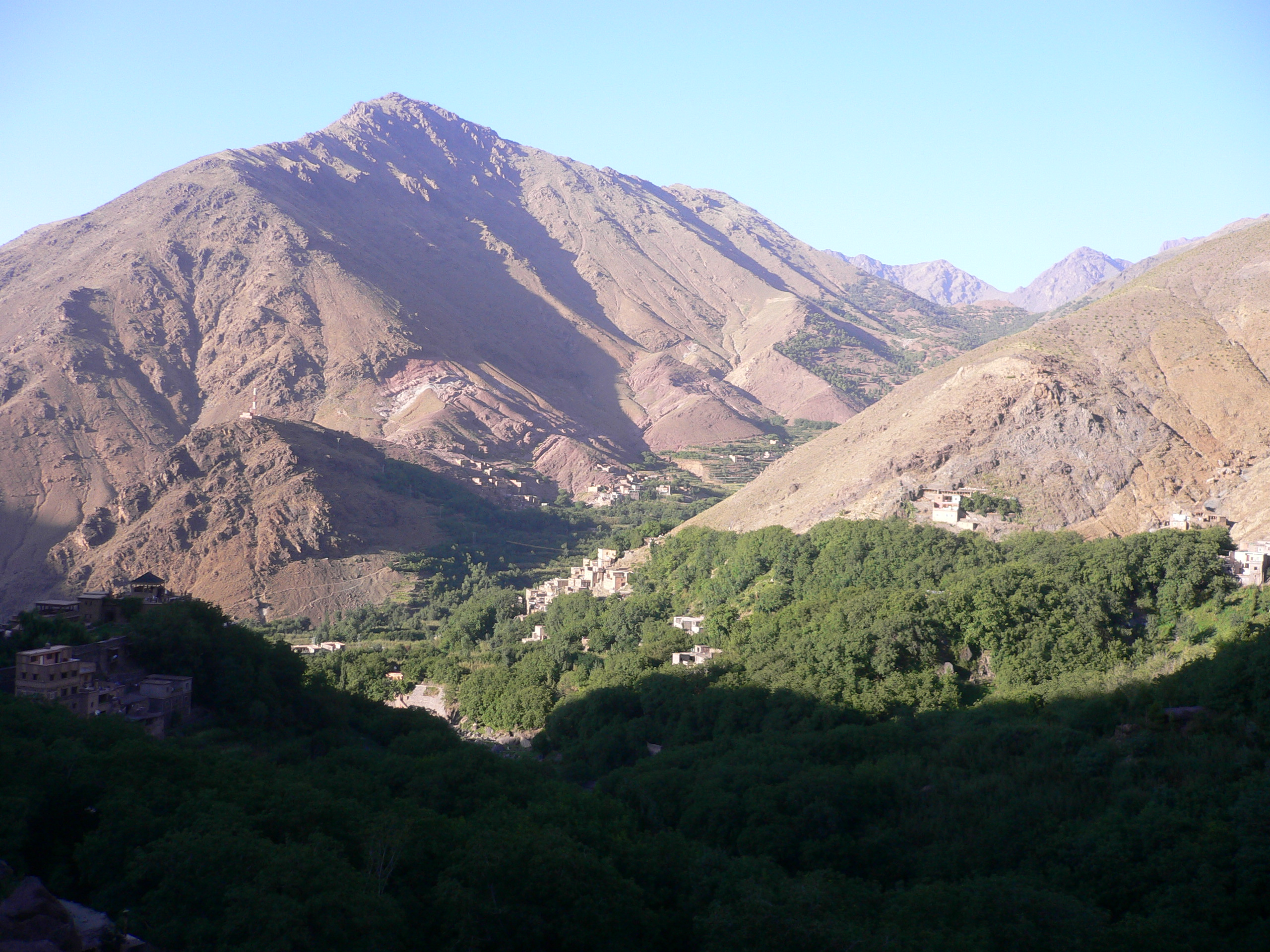
Bergort Imlil bei Asni

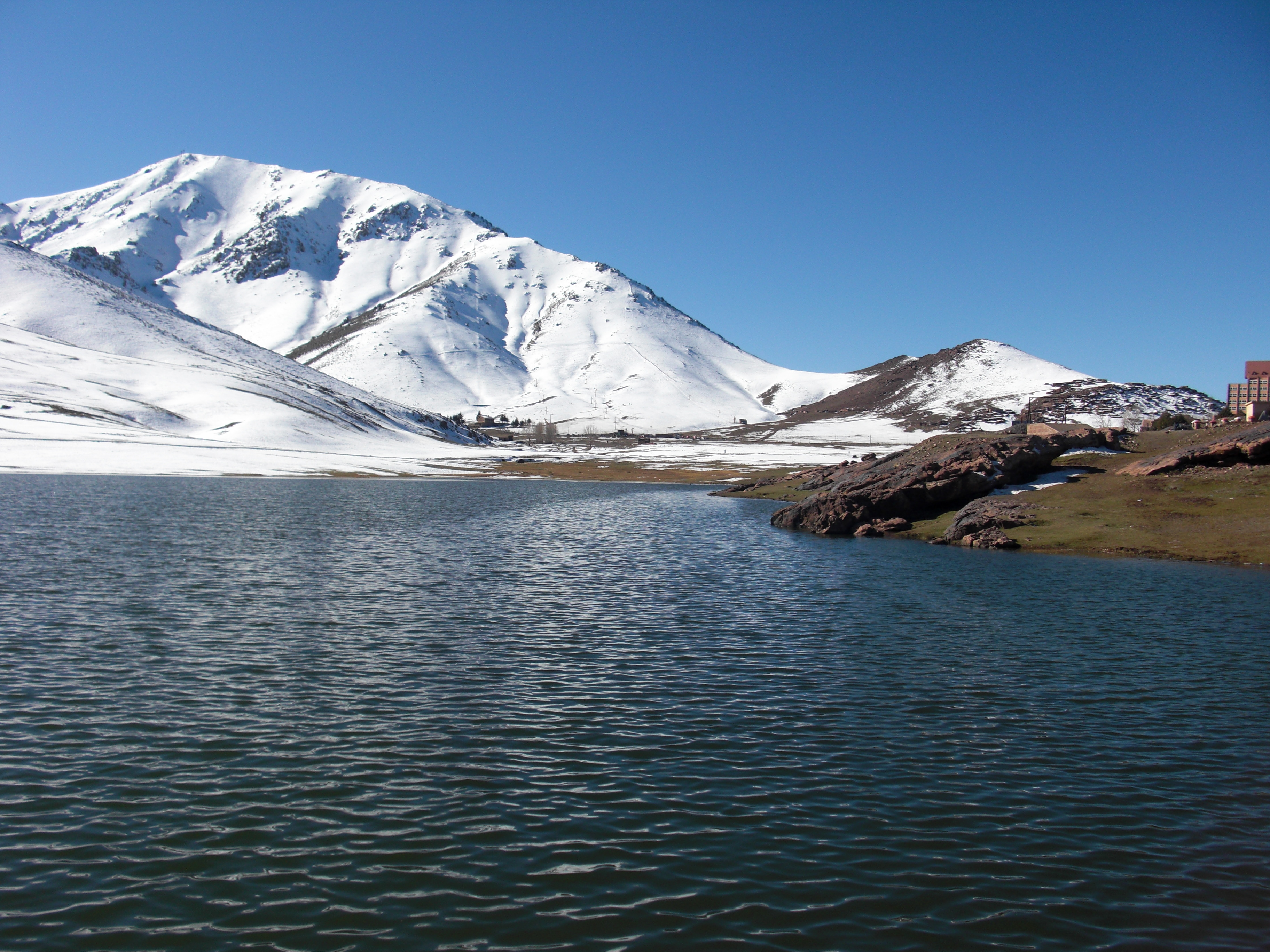
Bergsee bei Oukaïmeden

Al Haouz (arabisch إقليم الحوز, DMG Iqlīm al-Ḥauz, Taschelhit ⵜⴰⵙⴳⴰ ⵏ ⵍⵃⴰⵡⵣ) ist eine Provinz im Zentrum des Hohen Atlas in Marokko. Sie gehört seit der Verwaltungsreform von 2015 zur Region Marrakesch-Safi (davor Marrakesch-Tensift-Al Haouz) und liegt im Süden des Landes, unweit von Marrakesch. Die Provinz hat ca. 575.000 Einwohner (2014) bei einer Fläche von ca. 5.100 km².

## Geographie

### Lage
Die Provinz Al-Haouz grenzt im Westen an die Provinz Chichaoua, im Nordwesten an die Präfektur Marrakesch, im Norden an die Provinzen Rehamna und El Kelaâ des Sraghna, im Osten an die Provinz Azilal, im Südosten an die Provinz Ouarzazate und im Südwesten an die Provinz Taroudannt.

### Landschaft
Die Provinz Al Haouz umfasst die höchsten Bergregionen Marokkos, d. h. das Gebiet des 4167 m hohen Jbel Toubkal und des 4089 m hohen Jbel Ouanoukrim. Die bewohnten Ortschaften liegen zumeist in Höhen zwischen 1000 und 2000 m.

### Flüsse
Vom Schmelzwasser des Hohen Atlas werden mehrere Flüsse und Bäche gespeist – die wichtigsten sind der Oued Tensift und seine Nebenflüsse Oued Ourika und Oued Nfiss.

### Klima
Aus der Höhenlage resultieren vergleichsweise niedrige Temperaturen, die in den Winternächten deutlich unter den Gefrierpunkt absinken können, während am Tag meist 10° bis 20° erreicht werden. Im Sommer wird die 30°-Grenze nur selten überschritten. Niederschläge fallen eigentlich nur in den Wintermonaten November bis Februar; die Schneefallgrenze liegt bei etwa 3000 m.

## Bevölkerung, Wirtschaft und Geschichte
Das zumeist etwa 1000 bis 2000 m hoch gelegene Gebiet diente über Jahrtausende der Jagd und später als Sommerweide für umherziehende Berbernomaden. Der allmähliche Prozess der Sesshaftwerdung begann wahrscheinlich erst vor etwa 500 bis 1000 Jahren – dabei wurden kleine Häuser aus Steinen und Erde mit Dächern aus Holz, Schilf und einer Erdabdeckung gebaut und Parzellen in den Tal- und Hanglagen als Anbauflächen für Gerste und Gemüse (Zwiebeln, Möhren, Bohnen) hergerichtet. Die Menschen lebten als Selbstversorger; erst im 20. Jahrhundert wurden die alten Wege als Pistenstraßen ausgebaut, von denen die meisten inzwischen asphaltiert sind.

### Bevölkerungsentwicklung
| Jahr      | 1994    | 2004    | 2014    |
| --------- | ------- | ------- | ------- |
| Einwohner | 435.090 | 484.312 | 573.128 |

## Sehenswürdigkeiten
Abgesehen von der – besonders im Frühjahr – beeindruckenden Berglandschaft, die besonders im Ourika-Tal und im Tal des Oued Nfiss zur Geltung kommt, befindet sich in der Provinz eine der ältesten und beeindruckendsten Moscheen des Landes – die Moschee von Tinmal. Auch die prähistorischen Felszeichnungen im Gebiet des Jbel Yagour und von Oukaïmeden verdienen Beachtung.
Eine der schönsten Trekking-Touren Marokkos führt von Imlil nach Setti Fatma. Auch der Jbel Toubkal, der Jbel Ouanoukrim und andere Gipfel in deren Umgebung können in meist dreitägigen Bergtouren bestiegen werden.

## Größte Orte
Die mit (M) gekennzeichneten Orte sind als städtische Siedlungen (Municipalités) eingestuft; die übrigen gelten als Landgemeinden (communes rurales) und bestehen aus mehreren Dörfern.
| Gemeinde            | Einwohner | Einwohner | Einwohner |
| Gemeinde            | 1994      | 2004      | 2014      |
| ------------------- | --------- | --------- | --------- |
| Aït Ourir (M)       | 12.162    | 20.005    | 39.108    |
| Aït Faska           | 16.210    | 19.239    | 26.210    |
| Aït Sidi Daoud      | 17.307    | 19.286    | 18.976    |
| Amizmiz             | 11.919    | 13.711    | 14.364    |
| Asni                | 16.252    | 18.674    | 21.244    |
| Ghmate              | 20.460    | 22.805    | 25.220    |
| Ijoukak             | 6.305     | 6.641     | 6.700     |
| Moulay Brahim       | 10.503    | 10.979    | 11.813    |
| Oukaïmeden          | 3.798     | 4.440     | 4.861     |
| Ourika              | 21.982    | 26.990    | 37.316    |
| Setti Fatma         | 20.545    | 22.283    | 24.129    |
| Sidi Abdallah Ghiat | 16.298    | 20.649    | 29.498    |
| Tahannaout          | 5.697     | 6.585     | 12.102    |
| Tameslohte          | 17.138    | 21.408    | 28.978    |
| Tidili Mesfioua     | 22.056    | 21.106    | 21.706    |
| Tighedouine         | 20.939    | 22.353    | 22.971    |
| Zerkten             | 18.239    | 19.154    | 19.926    |